# 2005年4月逝世人物列表
2005年逝世人物列表：1月 - 2月 - 3月 - 4月 - 5月 - 6月 - 7月 - 8月 - 9月 - 10月 - 11月 - 12月
2005年4月逝世人物列表，是用于汇总2005年4月期间逝世人物的列表。

## 依日期排序

### 1日
- 阿爾瓦羅·阿爾索加雷，91歲，阿根廷政治家和商人，癌症。
- 菲力浦·阿梅里奧（Philip Amelio），27歲，美國演員和教師，細菌感染。
- 保羅·博馬尼，80歲，坦尚尼亞政治家和外交官。
- 亞歷山大·布羅特，90歲，加拿大作曲家、指揮家和小提琴家。[1]
- 奧斯瓦爾多·法達（Oswaldo Fadda），84歲，巴西柔術（肺炎）的從業者和開發者。
- Harald Juhnke，75歲，德國藝人。[2]
- 傑克·凱勒（Jack Keller），68歲，美國詞曲作者，為白血病Bewitched和Gidget創作主題曲。[3]
- 湯瑪斯·克林，47歲，德國詩人，肺癌。
- 巴里·斯特恩（Barry Stern），45歲，美國鼓手（Trouble，Zoetrope），手術后併發症。
- 羅伯特·科爾德韋爾·伍德（Robert Coldwell Wood），81歲，美國政治學家，住房和城市發展部長，胃癌。[4]

### 2日
- 特雷弗·福斯特（Trevor Foster），90歲，威爾士橄欖球運動員。
- 納斯裡·馬盧夫，94歲，黎巴嫩政治家。
- 派特裡夏·麥基（Patricia McGee），70歲，美國政治家和參議員，肺纖維化。
- 約翰·奧利里（John O'Leary），58歲，美國政治家，前美國駐智利大使，盧·格裡格病。
- 若望保祿二世，84歲，波蘭羅馬天主教教皇，感染性休克和心臟迴圈衰竭。[5]
- 雅克·普瓦特雷諾（Jacques Poitrenaud），82歲，法國電影導演和演員。[6]
- 雅克·拉貝馬南賈拉（Jacques Rabemananjara），91歲，馬達加斯加政治家、劇作家和詩人。[7]

### 3日
- 阿莱克西·安特凯维奇，81歲，波蘭拳擊手和奧運獎牌得主。[8]
- 里克·布萊特（Rick Blight），49歲，加拿大冰球運動員，自殺。
- 弗蘭克·克萊爾（Frank Clair），87歲，加拿大橄欖球聯盟教練（多倫多Argonauts，渥太華Rough Riders），心力衰竭。[9]
- 托尼·克羅托（Tony Croatto），65歲，義大利出生的波多黎各作曲家兼歌手，患有肺癌和腦癌。
- 傑夫·艾格爾（Jef Eygel），72歲，比利時籃球運動員。[10]
- 卡德爾·菲魯，85歲，阿爾及利亞-法國足球運動員和經理。[11]
- 弗朗索瓦·熱蘭（FrançoisGérin），60歲，加拿大政治家。

### 4日
- 戈登·巴頓（Gordon Barton），75歲，澳大利亞商人和政治活動家。[12]
- 愛德華·布朗夫曼（Edward Bronfman），77歲，加拿大商人和慈善家，結腸癌。[13]
- 布蘭切特·布魯諾伊，89歲，法國女演員。[14]
- 安東尼奧·里維拉（Antonio Rivera），41歲，波多黎各世界冠軍拳擊手，哮喘。

### 5日
- 曼努埃爾·巴萊斯特（Manuel Ballester），85歲，西班牙化學家。
- 索尔·贝洛，89歲，加拿大出生的美國諾貝爾獎獲得者。[15]
- 羅伯特·柏格（Robert Borg），91歲，美國軍官和奧林匹克馬術運動員。[16]
- 阿卜杜勒·曼南，75歲，孟加拉國政治家，內政部長（1972-1973年）。
- 戴爾·梅西克（Dale Messick），98歲，布倫達·斯塔爾（Brenda Starr）漫畫的美國創作者。[17]
- Dragoljub Minić，68歲，南斯拉夫國際象棋特級大師。
- 鄭南湜，88歲，韓國足球運動員和經理。
- 黛布拉莉·斯科特（Debralee Scott），52歲，美國女演員（瑪麗·哈特曼，瑪麗·哈特曼，永遠的芬伍德，員警學院），肝硬化。[18]
- 尼爾斯·斯文沃爾（Nils Svenwall），86歲，瑞典藝術總監。
- 尼爾·韋利弗（Neil Welliver），75歲，美國風景畫家，肺炎。[19]

### 6日
- 弗蘭克·康羅伊（Frank Conroy），69歲，美國作家和回憶錄作家，結直腸癌。[20]
- 安東尼·德帕爾馬（Anthony DePalma），100歲，美國整形外科醫生、教師和人道主義者。
- 卡羅伊·埃克塞爾（Károly Ecser），匈牙利奧運舉重運動員。[21]
- 弗朗切斯科·勞達迪奧，55歲，義大利電影導演、編劇和製片人。[22]
- Bernd Lorenz，57歲，德國足球運動員。[23]
- 傑夫·米爾曼（Geoff Millman），70歲，英國板球運動員。[24]
- 兰尼埃三世，81歲，自1949年起擔任摩納哥親王，腎功能衰竭。[25]
- 傑拉德·彼得斯（Gerard Peters），84歲，荷蘭田徑和公路自行車運動員。[26]

### 7日
- 克利夫·艾利森（Cliff Allison），73歲，英國一級方程式賽車手。
- 格裡戈裡斯·比希科蒂斯（Grigoris Bithikotsis），82歲，希臘歌手。[27]
- 亞歷山大·德斯皮奇（Aleksandar Despić），78歲，塞爾維亞物理學家和學者。
- 馬克斯·馮·德·葛籣，78歲，德國小說家。[28]
- 鮑勃·甘迺迪（Bob Kennedy），84歲，美國職業棒球大聯盟]球員和經理。[29]
- 哈吉·漢馬馬多夫，86歲，亞塞拜然和蘇聯作曲家。
- Melih Kibar，53歲，土耳其作曲家，皮膚癌。
- 何塞·梅利斯（Jose Melis），85歲，古巴裔美國前《今夜秀》樂隊領隊。[30]
- 吉維·諾迪亞，57歲，蘇聯喬治亞足球運動員，心臟病發作。[31]
- 伊馮娜·維拉（Yvonne Vera），40歲，辛巴威小說家和作家，愛滋病相關併發症。[32]
- 埃爾娜·沃爾（Erna Woll），88歲，德國作曲家和教堂音樂家。[33]

### 8日
- 阿爾·格特爾，87歲，美國棒球投手。[34]
- 莫裡斯·拉豐特，77歲，法國足球運動員。
- 埃迪·米克西斯（Eddie Miksis），78歲，美國棒球運動員。[35]
- 野村芳太郎，85歲，日本電影導演，肺炎。[36]
- 道格拉斯·諾斯科特（Douglas Northcott），88歲，英國數學家（理想理論）。[37]
- 恩納·懷特，83歲，加拿大百老彙編舞。[38]

### 9日
- 塞薩爾·奇維塔（César Civita），99歲，美國-阿根廷出版商。
- 安德里亞·德沃金（Andrea Dworkin），58歲，美國激進女權主義作家和反色情活動家，心肌炎。[39]
- 安東·海博爾（Anton Heyboer），81歲，荷蘭畫家和版畫家。[40]
- 斯科特·梅森（Scott Mason），28歲，澳大利亞板球運動員，心臟病發作。[41]
- 傑雷爾·威爾遜，63歲，美式橄欖球運動員，癌症。[42]

### 10日
- 卡爾·亞伯拉罕斯（Carl Abrahams），93歲，牙買加畫家。[43]
- 美國大主教雅科沃斯，93歲，希臘東正教美國大主教管區奧斯曼裔美國靈長類動物（1959-1996），肺纖維化。
- 諾伯特·布萊寧，82歲，奧地利小提琴家，阿瑪迪斯四重奏創始人。[44]
- 弗雷德里克·布蘭奇（Frederick C. Branch），82歲，美國海軍陸戰隊第一位非裔美國軍官。
- 奥拉西奥·卡萨林，86歲，墨西哥足球運動員和教練，阿爾茨海默病。[45]
- 阿托斯·萊赫托寧，91歲，芬蘭足球前鋒。[46]
- 艾尔·卢卡斯（Al Lucas），26歲，美國橄欖球運動員，在比賽中脊髓受傷。
- 沃利·塔克斯（Wally Tax），57歲，荷蘭歌手和詞曲作者。[47]
- 阿納托利·特羅菲莫夫，64歲，蘇聯和俄羅斯克格勃軍官，兇殺案。
- 陈逸飞，58歲，中國畫家。[48]

### 11日
- 約翰·貝內特（John Bennett），75歲，英國演員（《水降石出》《鋼琴家》《神秘博士》）。[49]
- 約翰·布魯斯南，57歲，英國作家和影評人，急性胰腺炎。
- 杰里·伯德（Jerry Byrd），85歲，美國Lap鋼吉他手，帕金森病。[50]
- 弗洛德·錢斯（Floyd Chance），79歲，美國音樂家。
- 朱尼爾·德爾加多，46歲，牙買加雷鬼歌手，以其根源風格而聞名。
- 安德列·弗朗索瓦（AndréFrançois），89歲，法國漫畫家。[51]
- 詹姆斯·漢密爾頓，87歲，英國政治家。
- 莫里斯·希勒曼（Maurice Hilleman），85歲，美國微生物學家。[52]
- 大衛·休斯（David Hughes），74歲，英國小說家。[53]
- 97歲的法國足球運動員吕西安·洛朗（Lucien Laurent）在國際足聯世界盃上打進了第一個進球。[54]
- 馬蒂·麥克唐納（Mattie McDonagh），68歲，愛爾蘭蓋爾足球運動員。
- 道格·佩登（Doug Peden），88歲，加拿大籃球運動員和奧運獎牌得主。[55]
- 喬治·尤斯（George Younce），75歲，美國南方福音歌手。

### 12日
- 魯道夫·岡薩雷斯（Rodolfo Gonzales），76歲，墨西哥拳擊手，詩人，政治召集人和活動家，腎衰竭。[56]
- 埃胡德·馬諾（Ehud Manor），63歲，以色列詞曲作者。[57]
- Shahrokh Meskoob，81歲，伊朗作家、翻譯家、社會評論家、文學史學家和大學教授，癌症。[58]
- 格奧爾基·帕切吉耶夫，89歲，保加利亞足球經理。[59]
- 西里爾·西德洛（Cyril Sidlow），89歲，威爾士足球運動員。[60]
- Nelly Uchendu，54/5，奈及利亞音樂家，癌症。

### 13日
- 唐·布拉辛格姆，73歲，美國棒球運動員和經理。[61]
- 薩爾瓦多·卡馬拉塔（Salvatore Camarata），91歲，美國音樂家，迪士尼樂園唱片公司聯合創始人。[62]
- 裘莉婭·達林（Julia Darling），48歲，英國小說家和詩人，乳腺癌。
- 沃爾夫岡·德羅格（Wolfgang Droege），55歲，白人至上主義組織「傳統陣線」的德裔加拿大創始人，被槍殺。
- 凱·加德拉（Kay Gardella），82歲，美國《紐約每日新聞》電視評論家，癌症。[63]
- 約翰尼·詹森（Johnnie Johnson），80歲，美國音樂家，肺炎。[64]
- 尼古拉·柳比契奇，89歲，塞爾維亞將軍和政治家，塞爾維亞總統（1982-1984）。
- Vaikom Chandrasekharan Nair，85歲，印度作家和記者。
- 亨利·普罗克特，75歲，美國賽艇運動員和奧運會冠軍。[65]
- 菲力浦·沃爾特（Philippe Volter），45歲，比利時演員，自殺。[66]
- 納撒尼爾·韋爾（Nathaniel Weyl），94歲，美國作家，經濟學家，在阿爾傑·希斯案中作證。[67]
- 胡安·扎諾托（Juan Zanotto），69歲，義大利-阿根廷漫畫家。

### 14日
- Chet Aubuchon，88歲，美國籃球運動員。[68]
- 本尼·貝利（Benny Bailey），79歲，美國爵士小號手。[69]
- 桑德斯·麥克蘭恩，95歲，美國數學家。[70]
- 洛塔爾·林特納（Lothar Lindtner），87歲，挪威演員。
- 伊瓦伊洛·彼得羅夫，82歲，保加利亞作家。[71]
- 理查·波普金，81歲，美國學術哲學家，肺氣腫。[72]
- 伯納德·舒爾茨，89歲，德國抽象畫家。[73]

### 15日
- 吉米·艾倫（Jimmy Allan），73歲，蘇格蘭板球運動員。[74]
- 馬丁·布魯門森，86歲，美國軍事歷史學家。[75]
- 阿姆賈德·鮑比（Amjad Bobby），63歲，巴基斯坦音樂作曲家和導演。
- 彼得·卡吉爾（Peter Cargill），41歲，牙買加足球運動員，交通事故。[76]
- Art Cross，87歲，美國印第安那波利斯500賽車手。
- 海梅·費爾南德斯（Jaime Fernández），67歲，墨西哥演員，心臟病發作。[77]
- 約翰·弗雷德（John Fred），63歲，美國流行歌手，腎病。
- Ken Funston，79歲，南非板球運動員。[78]
- 約翰·霍特伯格，83歲，美國前衛畫家。[79]
- 卡洛斯·穆尼奧斯，86歲，西班牙演員。
- 瑪格麗塔·斯科特（Margaretta Scott），93歲，英國女演員（《大小生物》中的“南弗萊夫人”）。[80]

### 16日
- 蘿拉·卡納萊斯（Laura Canales），50歲，美國Tejano歌手，肺炎。[81]
- 赫姆·吉列姆，58歲，美國國家籃球協會球員（波特蘭開拓者隊），心臟病發作。[82]
- 金茂生，62歲，韓國演員，肺炎。
- 瑪拉·魯齊卡（Marla Ruzicka），28歲，美國活動家和援助工作者，在伊拉克發生汽車炸彈襲擊。
- 沃爾克·沃格勒（Volker Vogeler），74歲，德國電影導演和編劇。[83]
- 凱·沃爾什（Kay Walsh），93歲，英國女演員。[84]

### 17日
- 漢斯·格魯伊特斯（Hans Gruijters），73歲，荷蘭政治家和記者。[85]
- 詹姆斯·阿奇博爾德·休斯頓，83歲，加拿大作家和藝術家。[86]
- 伊斯特萬·伊爾庫，72歲，匈牙利足球守門員。
- 呂西安·馬塞特，90歲，法國體操運動員和奧運選手。[87]
- 毗濕奴·康得·沙斯特裡（Vishnu Kant Shastri），76歲，印度政治家，心臟病發作。
- 胡安·巴勃羅·托雷斯（Juan Pablo Torres），58歲，古巴長號手，樂隊領隊和製作人，腦瘤。

### 18日
- 克勞斯·比約恩（Claus Bjørn），60歲，丹麥作家、歷史學家、電視和廣播員。
- 唐納德·布魯斯（Donald Bruce），多寧頓男爵布魯斯（Baron Bruce of Donington），92歲，英國政治家和同齡人。
- 彼得·弗萊厄蒂（Peter F. Flaherty），80歲，美國政治家和律師。[88]
- 巴塞爾·弗萊漢（Bassel Fleihan），42歲，黎巴嫩副部長，拉菲克·哈裡里（Rafiq Hariri）遭到炸彈襲擊后出現併發症。
- 克拉倫斯·蓋恩斯（Clarence “Big House” Gaines），81歲，美國籃球名人堂教練，中風。[89]
- Norberto Höfling，80歲，羅馬尼亞足球運動員和教練。
- 山姆·米爾斯（Sam Mills），45歲，美國前NFL球員和助理教練，癌症。[90]
- 諾曼·紐厄爾（Norman D. Newell），96歲，美國古生物學家，美國自然歷史博物館館長。[91]
- Kenneth Schermerhorn，75歲，美國音樂總監和指揮，非霍奇金淋巴瘤。[92]

### 19日
- George P. Cosmatos，65歲，義大利出生的希臘裔美國電影導演（《墓碑》《蘭博：第一滴血第二部分》《眼鏡蛇》），肺癌。[93]
- 鮑比·蓋奇（Bobby Gage），78歲，美國橄欖球運動員，心臟病發作。
- 露絲·赫西（Ruth Hussey），93歲，美國電影女演員（《費城故事》），手術併發症。[94]
- Gerd Koch，82歲，德國文化人類學家]。[95]
- 斯坦·利維（Stan Levey），79歲，美國爵士鼓手。[96]
- 克萊門特·米德莫爾（Clement Meadmore），76歲，澳大利亞裔美國傢具設計師和雕塑家，帕金森病。[97]
- 拉斯洛·納吉，77歲，匈牙利雙人滑運動員。[98]
- Niels-Henning Ørsted Pedersen，58歲，丹麥爵士直立貝斯手，心臟病發作。[99]
- 埃尔基·彭蒂莱，72歲，芬蘭摔跤運動員，奧運獎牌得主。[100]

### 20日
- 沙米爾·阿斯加羅夫，75歲，亞塞拜然庫爾德學者、詩人和歷史學家。
- Inday Ba，32歲，瑞典女演員（又名N'Deaye Ba），紅斑狼瘡。
- 吉恩·弗蘭克爾（Gene Frankel），85歲，美國戲劇導演，心臟病發作。[101]
- 德拉戈斯拉夫·瑪律科維奇，84歲，塞爾維亞共產主義政治家，擔任塞爾維亞總統和總理。
- 丹羽文雄，100歲，日本小說家，肺炎。[102]
- 朱利奧·薩拉烏迪（Giulio Saraudi），66歲，義大利拳擊手和奧運獎牌得主。[103]

### 21日
- 佐丹奴·阿邦達蒂，56歲，義大利花樣滑冰運動員。[104]
- 瓦萊里亞諾·安德列斯，82歲，西班牙電影和電視演員。
- 张春桥，88歲，中國政治理論家，「四人帮」成員，胰腺癌。[105]
- 格溫福·埃文斯，92歲，威爾士政治家。
- 弗蘭克·霍伊（Frank Hoy），70歲，愛爾蘭-蘇格蘭職業摔跤手。
- 比爾·凱辛，82歲，美國陰謀論者。
- 費羅茲·汗，100歲，巴基斯坦曲棍球運動員，1928年奧運會冠軍。
- 威廉·克魯斯卡爾，85歲，美國數學家和統計學家，肺炎。[106]
- 克里夫·蒙哥馬利（Cliff Montgomery），94歲，美國橄欖球運動員。[107]
- 西里爾·陶尼（Cyril Tawney），74歲，英國詞曲作者和民謠歌手。[108]
- 韋恩·武西尼奇（Wayne S. Vucinich），91歲，美國歷史學家。[109]

### 22日
- 諾曼·伯德（Norman Bird），80歲，英國演員（Worzel Gummidge，《指環王》，《Look and Read》），癌症。
- Gregoire Boonzaier，95歲，南非畫家。[110]
- 羅伯特·菲茨傑拉德，81歲，美國速度滑冰運動員，奧運會銀牌得主。[111]
- 埃裡卡·福克斯（Erika Fuchs），98歲，德國迪士尼漫畫編輯和翻譯。
- 阿尼·勞倫斯（Arnie Lawrence），66歲，美國爵士薩克斯管演奏家。[112]
- 約翰·馬歇爾（John Marshall），72歲，美國電影製片人，肺癌]。[113]
- 菲力浦·莫裡森（Philip Morrison），89歲，美國物理學家，曼哈頓計劃小組負責人。[114]
- 愛德華多·保羅齊（Eduardo Paolozzi），81歲，蘇格蘭雕塑家。[115]
- 魯道夫·埃米利奧·朱塞佩·皮奇-塞爾莫利，93歲，義大利植物學家。
- 巴裡斯·拉胡拉（Barys Rahula），85歲，白俄羅斯政治活動家。
- 列昂尼德·沙姆科維奇，81歲，蘇聯/俄羅斯國際象棋大師，帕金森病。[116]

### 23日
- Joh Bjelke-Petersen，94歲，澳大利亞政治名人，昆士蘭州州長任期最長的州長。
- 羅伯特·法農，87歲，加拿大格萊美獎得主，編曲作曲家。[117]
- 安德烈·岡德·法蘭克，76歲，德國經濟史學家，依賴理論的支援者，癌症。[118]
- 艾爾·格拉斯比（Al Grassby），78歲，澳大利亞前政治家，惠特拉姆政府部長，心臟病發作。[119]
- 約翰·米爾斯，97歲，英國演員（《瑞恩的女兒》《瑞士家庭羅賓遜》《甘地》），奧斯卡獎得主（1971年），中風。[120]
- 羅馬諾·斯卡帕（Romano Scarpa），78歲，義大利迪士尼漫畫家。[121]
- J.B.斯通納，81歲，美國新納粹分子，種族隔離主義政治家，國內恐怖分子。[122]
- 厄爾·威爾遜（Earl Wilson），70歲，美國棒球運動員，1968年世界大賽冠軍底特律老虎隊的首席投手，心臟病發作。[123]
- 吉米·伍德（Jimmy Woode），78歲，美國爵士貝斯手，心臟病發作。[124]

### 24日
- 阿黛爾·奧古斯特，71歲，美國女演員。
- 弗朗西斯·貝，90歲，比利時指揮。
- 埃泽尔·魏茨曼，80歲，以色列政治家，以色列總統（1993-2000），呼吸衰竭。[125]
- 费孝通，94歲，中國研究員，社會學和人類學教授。[126]

### 25日
- 吉姆·巴克（Jim Barker），69歲，美國政治家，中風。[127]
- 約翰·洛夫，80歲，羅得西亞一級方程式賽車手，癌症。
- 切多米爾·米爾科維奇，61歲，塞爾維亞作家、文學評論家、電視記者和政治家。
- 斯瓦米·蘭迦納坦南達（Swami Ranganathananda），96歲，印度宗教領袖，羅摩克里希納教團主席。[128]
- Tanguturi Suryakumari，79歲，印度歌手、女演員和舞者。
- 亞歷山大·特羅特曼，托洛特曼男爵，71歲，英國首席執行官和同行，福特汽車公司負責人。[129]
- Shlomo Wolbe，91歲，德國-瑞典東正教拉比。

### 26日
- 梅森·亞當斯（Mason Adams），86歲，美國演員（Lou Grant，F / X，《預兆III：最後的衝突》）。[130]
- 哈西爾·阿德金斯，67歲，美國搖滾音樂家，兇殺案。[131]
- 奥古斯托·罗亚·巴斯托斯，87歲，巴拉圭作家，塞萬提斯獎得主。[132]
- 邁克爾·科爾斯（Michael Coles），68歲，英國演員。
- 戈登·坎貝爾，克羅伊男爵坎貝爾，83歲，蘇格蘭政治家。
- 伊莉莎白·多米蒂安，79-80歲，中非共和國政治家，總理（1975-1976年）。[133]
- 約瑟夫·涅斯瓦德巴（Josef Nesvadba），78歲，捷克精神病學家和科幻小說作家。
- Johnny Sample，67歲，美國橄欖球運動員。[134]
- 瑪麗亞·雪兒（Maria Schell），79歲，奧地利女演員（《最後的橋》《熱爾維茲》《超人》），肺炎。[135]

### 27日
- 阿卜杜勒·薩馬德·阿扎德，83歲，孟加拉國外交官和政治家，孟加拉國前外交部長，胃癌。
- 雷德·霍納，95歲，加拿大冰球運動員，前多倫多楓葉隊NHL球員。[136]
- Tunney Hunsaker，75歲，美國職業拳擊手，穆罕默德·阿裡的第一個職業拳擊對手。[137]
- 斯坦利·歐姆，歐姆男爵，82歲，英國政治家。[138]
- 易卜拉欣·蘇萊曼·賽特，82歲，印度政治家。
- 瑪麗安·薩瓦（Marian Sawa），68歲，波蘭作曲家、管風琴家和音樂學家。

### 28日
- 查克·比蒂克，65歲，美國水球運動員。[139]
- 克裡斯·坎迪多（Chris Candido），33歲，美國職業摔跤手，手術併發症導致血凝塊。
- 奧德修斯·迪米特里亞迪斯，96歲，喬治亞-希臘指揮。
- 珀西·希斯（Percy Heath），81歲，美國現代爵士四重奏貝斯手，骨癌。[140]
- 潘喬·埃雷拉（Pancho Herrera），70歲，古巴出生的棒球運動員。[141]
- 道格拉斯·詹森（Douglas Johnson），80歲，英國歷史學家。[142]
- P.D. Orton，89歲，英國真菌學家，專門研究木耳。
- 塔拉基·西瓦拉姆（Taraki Sivaram），45歲，斯里蘭卡泰米爾語記者和活動家，被謀殺。
- 埃裡希·維爾梅倫（Erich Vermehren），85歲，德國軍事情報官員，二戰叛逃者。

### 29日
- 威廉·貝爾（William J. Bell），78歲，美國編劇和電視製片人（《年輕與不安分》，《大膽與美麗》），阿爾茨海默病。[143]
- 黛安·布魯克斯（Dianne Brooks），66歲，美國爵士歌手。
- 梅爾·古索（Mel Gussow），71歲，《紐約時報》的美國戲劇評論家，癌症。[144]
- 列昂尼德·哈奇揚（Leonid Khachiyan），52歲，俄羅斯/美國數學家和計算機科學家，心臟病發作。[145]
- 瑪麗安娜·利維（Mariana Levy），39歲，墨西哥女演員，搶劫未遂后心臟病發作。[146]
- 約翰尼·斯圖爾特（Johnnie Stewart），87歲，英國電視製片人（Top of the Pops）。
- 鮑勃·沃德（Bob Ward），77歲，美國橄欖球教練和球員。[147]
- 布魯克·威廉姆斯，67歲，英國舞台演員，肺癌。

### 30日
- 西爾夫·本特森，74歲，瑞典足球運動員。[148]
- 維姆·埃薩哈斯，70歲，蘇里南奧運中長跑運動員。[149]
- 洛倫斯·穆勒（Lourens Muller），87歲，南非政治家。
- 尼克勞斯·斯圖普，84歲，瑞士奧運會越野滑雪和北歐兩項滑雪運動員。[150]
- 羅恩·托德（Ron Todd），78歲，英國運輸和總工會秘書長，白血病。